# Zdeněk Sedmík
Zdeněk Sedmík (ur. 19 kwietnia 1974 w Moście) – czeski judoka, trójboista siłowy i strongman.
Mistrz Czech Strongman w 2007 r.

## Życiorys
Jest jedynym czeskim zawodnikiem, który wziął udział w elitarnych zawodach siłaczy Arnold Strongman Classic, rozgrywanych w Columbus (USA).
Wymiary:

- wzrost 194 cm
- waga 147 kg
- biceps 53 cm
- klatka piersiowa 142 cm

Rekordy życiowe:

- przysiad 390 kg
- wyciskanie 302,5 kg
- martwy ciąg 360 kg

## Osiągnięcia strongman
- 2003
  - 6. miejsce - Arnold Strongman Classic
- 2007
  - 1. miejsce - Mistrzostwa Czech Strongman
- 2008
  - 6. miejsce - Liga Mistrzów Strongman 2008: Subotica
  - 7. miejsce - Liga Mistrzów Strongman 2008: Wilno
- 2009
  - 5. miejsce - Liga Mistrzów Strongman 2009: Bratysława